# Most přes Monnow

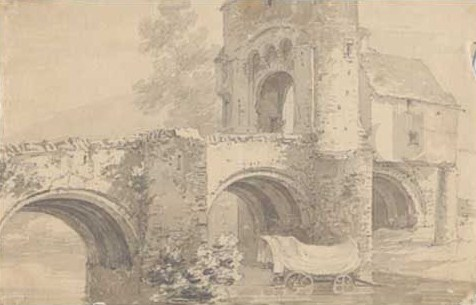
Kresba mostu z konce 18. století

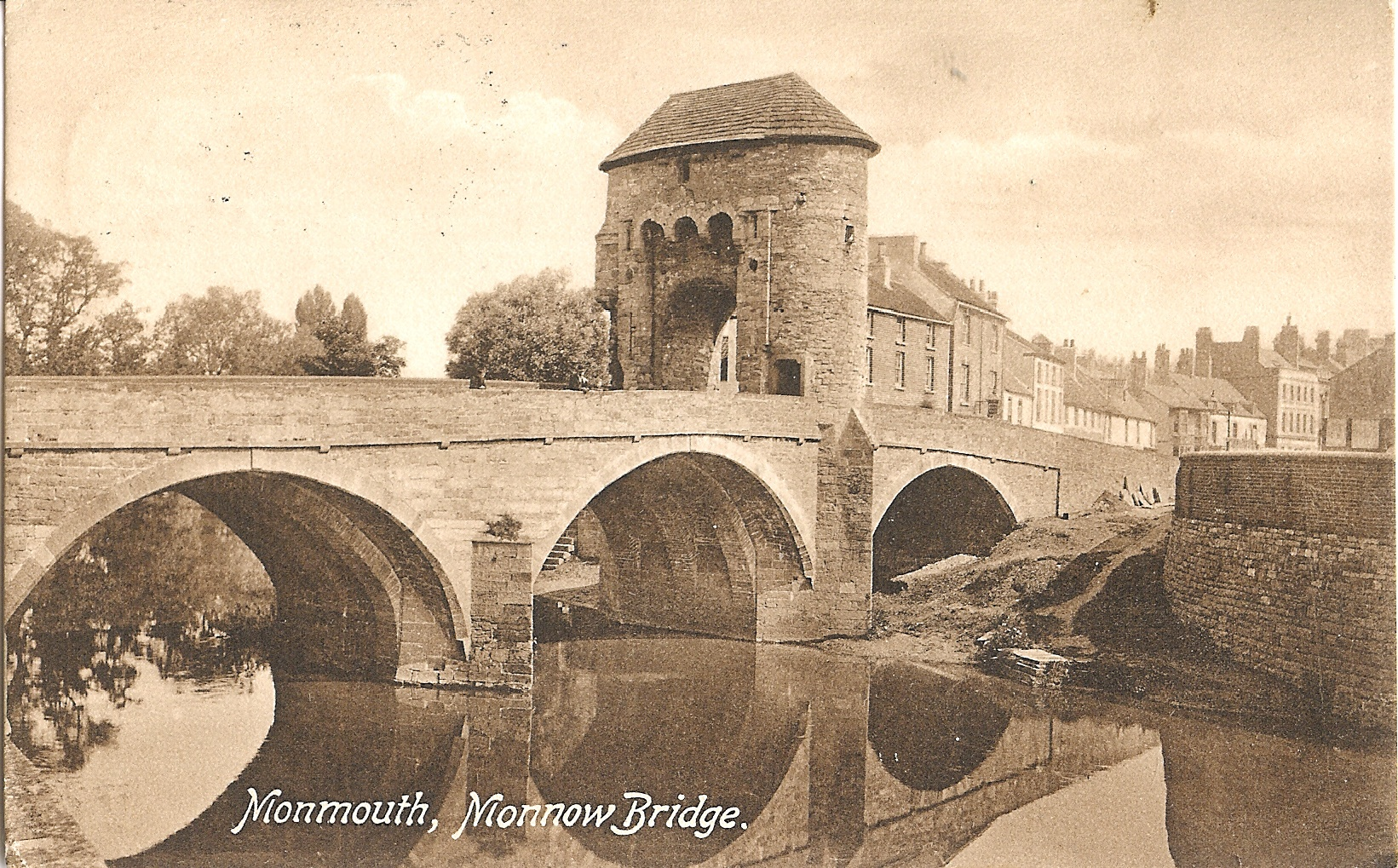
Podoba mostu v roce 1915

Most přes Monnow (anglicky Monnow Bridge, velšsky Pont Trefynwy) je most přes řeku Monnow v Monmouthu ve Walesu. Jedná se o jediný středověký most na ostrově Velká Británie, na kterém dosud stojí brána s věží. Leží přibližně půl kilometru nad ústím Monnow do Wye a je dnes pěší zónou a chráněnou památkou.

## Počátek historie mostu v 13. a 14. století
Současný most byl postaven koncem 13. století. Tradičně je uváděn rok 1272, ale neexistuje žádný historický dokument, který by toto datum potvrzoval. Nahradil starší dřevěnou stavbu. Práce na protipovodňových zábranách v roce 1988 odhalily zbytky dřevěného mostu přímo pod tím současným a dendrochronologická analýza ukazuje, že dřevo pocházelo ze stromů poražených mezi lety 1123 a 1169. Některé prameny naznačují, že jak most tak nedaleký kostel svatého Tomáše Becketa byly poničeny ohněm v bitvě o Monmouth mezi příznivci Jindřicha III. a Richarda Marshalla, ke které došlo v roce 1233.
Kamenný most je postaven z kamene nazývaného Old Red Sandstone a má tři oblouky na šestibokých pilířích. Brána nazývaná Monnow Gate, které dělá most jedinečným a pozoruhodným, byla přidána na konci 13. století nebo na začátku 14. století, až pár let poté, kdy byl dokončen most. V roce 1297 Eduard I. na základě žádosti svého synovce Jindřicha z Lancasteru, dal městu povolení vybírat clo a z výtěžku postavit opevnění města. V roce 1315 bylo zřejmě dílo stále ještě nedokončeno, nebo už potřebovalo opravy, protože 1. června 1315 bylo povolení obnoveno. V této době byl most užší než dnes a všechen provoz procházel pod padací mříží, jejíž pozůstatky jsou dodnes viditelné. Výrazné podsebití bylo přidáno také později, možná koncem čtrnáctého století.
Podle místního historika Keitha Kissacka byla strážní věž z hlediska obrany poměrně nevýznamná, neboť kousek proti proudu bylo možné řeku snadno přebrodit. Věž měla ovšem i jinou funkci než chránit Normany ve městě proti útokům Velšanů — působila jako překážka usnadňující výběr cla od těch, kteří jeli na trhy.

## Pozdější úpravy
Ani samotné město Monmouth, ani Monmouthský hrad nebyly během povstání Owaina Glyndŵra, které zpustošilo okolní krajinu, napadeny. Přesto mělo povstání na město značný dopad, neboť poničení okolních sídel bylo značné — například Abergavenny a Grosmont byly vypáleny. O dvě století později během Anglické občanské války město několikrát změnilo držitele a v roce 1645 na mostě došlo k šarvátce mezi royalistickými vojáky z hradu Raglan a zastánci parlamentu. V roce 1705 už si brána žádala opravu. Původní cimbuří bylo nahrazeno pevnými zdmi a bylo přiděláno dvoupodlažní rozšíření určené k obývání. To pak bylo pronajato vrátnému, který byl zodpovědný za správu a opravu budovy. Část budovy pak byla také užívána jako záchytka. K dalším rozsáhlým opravám došlo mezi lety 1771 až 1775. Coby obydlí přestala být budova užívána někdy před rokem 1804.
V roce 1815 pak bylo rozšíření brány částečně strženo a v roce 1819 byla proražena branka pro pěší na straně proti proudu řeky, aby se ulevilo provozu. Před rokem 1830 byla brána ve správě Monmouth Corporation, ale pak byla formálně předána vévodovi z Beaufortu v rámci vlastnických výměn.V roce 1832 byla provedena rekonstrukce střechy s většími přesahy a s čtyřmi dekorativními konzolami na každé straně. Pak byl v roce 1845 přidán průchod i druhou nohou věže. Od té doby už nebyly prováděny žádné stavební úpravy vyjma údržby. V roce 1900 přešla brána do majetku Monmouthshire County Council, jak je poznamenáno na mosazné tabulce připevněné na bráně.
Až do poloviny 19. století byl most dějištěm každoročních bitek skupin z „Horního města“ a „Čepičářského města“ (to jest Overmonnow), které se konaly 1. května a 29. května a mládež v nich bojovala pometly vylepšenými kamením. To bylo roku 1858 zakázáno.

## Dvacáté století
V letech 1889 až 1902 probíhaly na mostě rozsáhlé udržovací práce. Aby se zabránilo zhroucení mostu, byly například zdi věže staženy železnými tyčemi (čtyři okrouhlé desky, kterými byly tyče zakončeny, je možné dodnes na budově vidět). V roce 1892 se začalo také s opravou pilířů a oblouků. Přitom bylo zjištěno, že eroze říčního dna již vážně narušila jejich stabilitu. Zhruba v letech 1894-1897 probíhala rekonstrukce střechy. Byly přidělány okapy a okapové roury, nejvíce erodované kameny byly vyměněny za nové. V dubnu 1893 bylo nainstalováno první lampa veřejného osvětlení. Koncem dvacátých let pak byla předělána na elektřinu. Od roku 1991 je celý most nasvícen.
Během dvacátého století se dále zintenzivnil provoz na mostě, což mělo za následek dopravní zácpy i nehody. Most sám byl poměrně nepřehledný a také k němu vedly jen úzké ulice, takže se začaly objevovat návrhy vybudovat jinou trasu. V roce 1923 byl most poprvé vyhlášen historickou památkou a objevily se první vážné návrhy vybudovat nový silniční most. V letech 1965 až 1966 byla vystavena nová silnice A40, které městu hodně ulehčila od provozu, nicméně v roce 1981 úřady navrhly nový most. Starý most navíc musel být v roce 1982 na měsíc zavřen, když se přes něj 18. května pokusil přejet dvoupatrový autobus a poškodil jej.
Nový most pro lokální provoz byl nakonec postaven a byl otevřen 15. března 2004, což umožnilo udělat ze starého mostu pěší zónu.